# Jacques de Vaucanson
Jacques de Vaucanson (1709-1782) là nhà phát minh, nghệ sĩ người Pháp. Ông là người đầu tiên chế tạo ra automaton và chiếc máy dệt tự động hoàn chỉnh. Phát minh của ông được cho là thứ đã gây ảnh hưởng lên Bá tước d'Holbach.